# Zbigniew Kuszewski

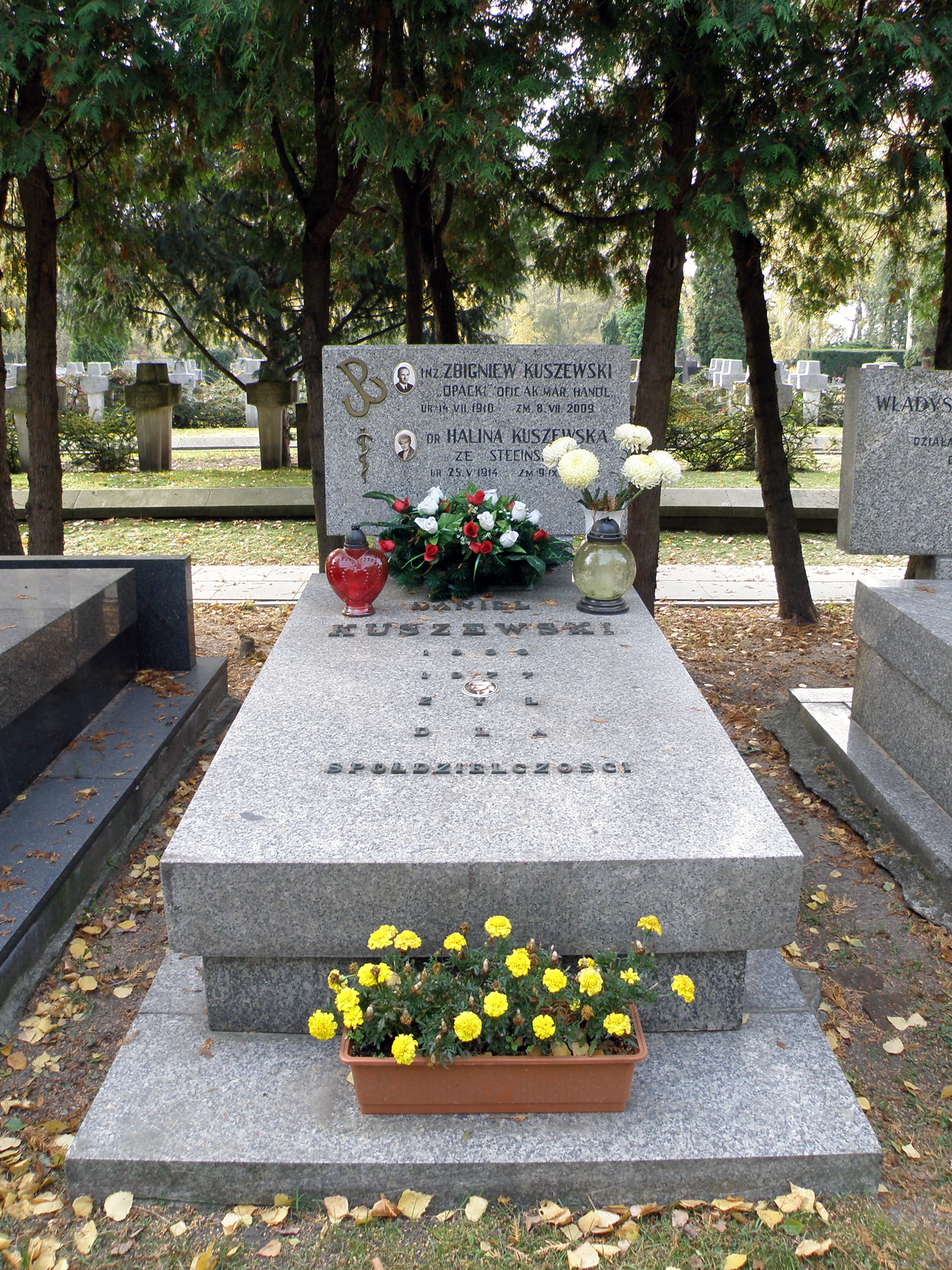
Grób Zbigniewa Kuszewskiego na Wojskowych Powązkach w Warszawie

Zbigniew Henryk Kuszewski ps. „Opacki” (ur. 14 lipca 1910 w Opatowie, zm. 8 lipca 2009) – polski inżynier, porucznik i agent białego wywiadu Armii Krajowej, Sprawiedliwy wśród Narodów Świata, kawaler Krzyża Komandorskiego Orderu Odrodzenia Polski.

## Życiorys
Zbigniew Kuszewski był z wykształcenia inżynierem, mieszkającym z żoną i synem na Bielanach w Warszawie. Podczas okupacji niemieckiej współpracował z Armią Krajową jako agent białego wywiadu. W 1942 r. działacze podziemia w Krakowie zwrócili się do niego z prośbą o ukrycie w swoim mieszkaniu zbiegłe z więzienia na Montelupich i poszukiwane przez gestapo żydowskie małżeństwo Adolfa i Eugenię Żeberków. W tym czasie Eugenia została gosposią domową Kuszewskiego i w przypadku przeszukiwań gestapo przedstawiała się jako żona gospodarza. Natomiast Adolf kontynuował w piwnicy działania konspiracyjne małżeństwa na rzecz Armii Krajowej. Podczas rewizji Kuszewski ukrył Żeberka w kominie. Aby nie narażać na niebezpieczeństwo swojej żony i syna, Kuszewski wysłał ich na czas ukrywania Żeberków do krewnych w Opatowie. Pod koniec lipca 1944 r. Kuszewski zalecił ukrywanym drukarzom ucieczkę do Puszczy Kampinoskiej, aby uchronić ich przed zagrożeniem w postaci nadciągającego powstania warszawskiego. Ostatecznie Kuszewski umieścił parę u swojej matki mieszkającej w podwarszawskich Łomiankach, gdzie doczekali wyzwolenia przez Armię Czerwoną latem 1944 r. Sam Kuszewski w konspiracji działał w V Obwodzie (Mokotów) Warszawskiego Okręgu Armii Krajowej. Działał w Wojskowej Służbie Ochrony Powstania. Jego oddziałem był też I Oddział (Śródmieście) Warszawskiego Okręgu Armii Krajowej. Kuszewski współorganizował ewakuację mieszkańców stolicy.
22 sierpnia 1993 r. Jad Waszem odznaczyło Zbigniewa Kuszewskiego medalem Sprawiedliwy wśród Narodów Świata. Ocalone dzięki Kuszewskiemu małżeństwo wyemigrowało w 1948 r. do Wiednia, później zaś do Kanady.
Zbigniew Kuszewski zmarł 8 lipca 2009 r. w wieku 99 lat. Został pochowany na Cmentarzu Wojskowym na Powązkach w kwaterze B4 rząd tuje, w grobie o numerze 19.
27 sierpnia 2009 r. Zbigniew Kuszewski został pośmiertnie odznaczony Krzyżem Komandorskim Orderu Odrodzenia Polski.